# Hey My Bro.
『Hey My Bro.』（ヘイ マイ ブロ）は、日本のロックバンド・go!go!vanillasが2019年3月13日にGetting Betterから発売した、デジタルシングルである。

## 概要
前作「チェンジユアワールド」から約8か月ぶりの配信限定シングルで、アルバム「THE WORLD」からの先行シングル。
2018年秋に開催された「秋のハーベストツアー」のアンコールにて、リリースに先駆けて披露されていた。
2019年3月12日にアルバム「THE WORLD」の発売が発表されると同時に今曲の先行リリースが発表され、3月13日にリリースされた。
4月16日に表題曲「Hey My Bro.」が「モンストグランプリ2019」のテーマソングとなることが発表された。

## 楽曲解説
1. Hey My Bro. (4:20)
作詞・作曲 : 牧達弥
編曲 : go!go!vanillas
  - アルバム「THE WORLD」に収録されている。
  - 牧の祖母は「ウエスタン」と呼んでいる[6]。
  - 冒頭の歌詞は高校時代に一緒にバンドを組んでいた友人に向けて書いたもの[7]。

## 参加ミュージシャン
go!go!vanillas
- 牧達弥（ボーカル・ギター）
- 柳沢進太郎（ギター・ボーカル）
- 長谷川プリティ敬祐（ベース）
- ジェットセイヤ（ドラムス）

## タイアップ
- 「モンストグランプリ2019」公式イメージソング[8]

## ライブ映像作品
Hey My Bro.
- LIVE FILM -My Favorite Things-